# آن فالاير-كوستر
آن فالاير-كوستر ولدت21 ديسمبر 1744 وتوفيت28 فبراير 1818 كانت رسامة فرنسية رائدة في القرن الثامن عشر إشتهرت بالرسومات الساكنة . حققت الشهرة والتقدير في وقت مبكر جدًا من حياتها المهنية حيث تم قبولها في الأكاديمية الملكية للرسم والنحت عام 1770 في سن السادسة والعشرين.
على الرغم من المكانة المتدنية التي كانت تتمتع بها لوحات الحياة الساكنة في هذا الوقت إلا أن مهارات فالاير كوستر المتطورة للغاية خاصة في تصوير الزهور سرعان ما ولدت قدرًا كبيرًا من الاهتمام من هواة الجمع والفنانين الآخرين. جذبت موهبتها المبكرة ومراجعاتها الحماسية انتباه البلاط حيث إهتمت ماري أنطوانيت بشكل خاص بلوحاتها.

## روابط خارجية
- آن فالاير-كوستر على موقع ميوزك برينز (الإنجليزية)